# Центр современного искусства Сороса (Москва)
Центр современного искусства Сороса — Москва — центр современного искусства в Москве, созданный в 1992 году Фондом Сороса.

## История
Центр современного искусства был учреждён в Москве, в здании бывшего издательства «Советский художник», Джорджом Соросом, открывавшим аналогичные центры в Венгрии, Праге, Варшаве и других городах Восточной и Центральной Европы.
Центр просуществовал в Москве с 1992 по 2000 год. Центр являлся одной из первых институций, начавших в России деятельность по поддержке современного искусства.
Московский Центр современного искусства Сороса возглавляли искусствоведы директор Ирина Алпатова и Владимир Левашов. Бюджет организации на 1993 год включал в себя ассигнования в размере $ 20 тыс. на гранты художникам, издание каталогов и оплату проката выставочной аппаратуры для экспозиционных проектов, а также $ 35 тыс. для проведения ежегодной экспериментальной выставки. Ежегодно планировалось составление 10 досье (тексты, слайды, фотографии) на наиболее значительных современных художников в качестве информационного банка для издателей.
Важнейшим аспектом деятельности московского ЦСИС являлась образовательная деятельность. В 1995 году Центр организовал первый в России международный семинар, посвященный медиаискусству, назывался он «Медиалогия». С 1996 по 1998 год существовала комплексная программа семинаров по современному искусству, ориентированная на сотрудников региональных музеев, под общим названием «Модернизация музейной деятельности». С 1999 года действовал образовательный проект для художников и искусствоведов «Новые художественные стратегии». Кроме того, была собрана колоссальная база данных по художникам: биографии, списки выставок, публикаций и т. п.
Работа Центра оказала большое влияние на развитие актуального искусства в России.

## Наиболее известные выставки и проекты
- 1998 — «Зубы». Александр Шабуров.[3]
- 1999 — «Цветы, стихи, альбомы». Дмитрий Цветков.
- 1999 — «Последнее поколение» (совм. с ИПСИ, галереей «Spider & Mouse»).[4]